# English Defence League

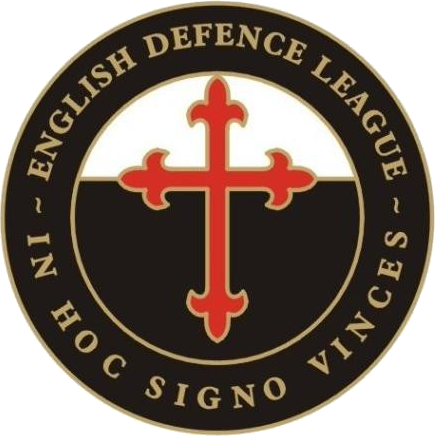
Logo EDL

English Defence League (EDL, z ang. Angielska Liga Obrony) – brytyjska organizacja uznawana za skrajnie prawicową, zajmująca się organizowaniem ulicznych protestów przeciwko islamowi, prawu szariatu oraz ekstremizmowi islamskiemu. Nietypowo dla organizacji skrajnej prawicy, zabiega o szersze poparcie (w jej skład wchodzą m.in. sekcja gejowska i żydowska). Podczas demonstracji ścierała się czasem z członkami antyfaszystowskiej organizacji Unite Against Fascism (UAF). W 2009 członkowie ugrupowania zorganizowali "patriotyczny marsz" podczas którego przeszli przez dzielnicę muzułmańskich imigrantów demolując ulice i sklepy.
W dniu zamachów przeprowadzonych przez zwolennika skrajnej prawicy Andersa Breivika członkowie ugrupowania zaatakowali meczet w mieście Luton w Anglii Dochodzenie przeprowadzone przez dziennikarzy dziennika The Guardian w 2010 roku wykazało, że EDL jest finansowany przez biznesmenów wspierających ruchy faszystowskie w różnych krajach. Strony internetowe EDL są administrowane przez dobrze znanych aktywistów neofaszystowskich. EDL utrzymuje kontakt z różnymi ugrupowaniami europejskiej skrajnej prawicy, kontaktowało się także z Andersem Breivikiem. Ugrupowanie często kojarzone jest z neonazizmem.
Działacze ugrupowania starli się z policją podczas zamieszek w Londynie we wrześniu 2011 roku, podczas wiecu ugrupowania zatrzymano Stephena Lennona, przywódcę ugrupowania.